# Nelijärve (przystanek kolejowy)
Nelijärve – przystanek kolejowy w miejscowości Aegviidu, w prowincji Harjumaa, w Estonii. Położony jest na linii Tallinn - Narwa. 